# Batesville, Mississippi
Batesville este o localitate, municipalitate și co-sediul (alături de Sardis) comitatului Panola, statul Mississippi, Statele Unite ale Americii.